# Mistrovství Evropy v judu 1998
Mistrovství Evropy v judu se konalo v Palacio de Deportes v Oviedu, Španělsko, ve dnech 14.–17. května 1998.

## Program
Vyřazovací kola
- ČTV – 14.05.1998 – těžká váha (+100 kg, +78 kg) a polotěžká váha (−100 kg, −78 kg) a střední váha (−90 kg, −70 kg) a polostřední váha (−81 kg, −63 kg)
- PAT – 15.05.1998 – lehká váha (−73 kg, −57 kg) a superlehká váha (−60 kg, −48 kg) a pololehká váha (−66 kg, −52 kg) a bez rozdílu vah

Finálová kola
- SOB – 16.05.1998 – těžká váha (+100 kg, +78 kg) a polotěžká váha (−100 kg, −78 kg) a střední váha (−90 kg, −70 kg) a polostřední váha (−81 kg, −63 kg)
- NED – 17.05.1998 – lehká váha (−73 kg, −57 kg) a superlehká váha (−60 kg, −48 kg) a pololehká váha (−66 kg, −52 kg) a bez rozdílu vah

## Výsledky

### Muži
| Kategorie | Zlato                    | Stříbro                 | Bronz                    | Bronz                    |
| --------- | ------------------------ | ----------------------- | ------------------------ | ------------------------ |
| −60 kg    | Nestor Chergiani (GEO)   | Ruslan Mirzalijev (UKR) | Óscar Peñas (ESP)        | Rašad Mamedov (BLR)      |
| −66 kg    | Larbi Benboudaoud (FRA)  | Islam Macijev (RUS)     | Patrick van Kalken (NED) | Giorgi Revazišvili (GEO) |
| −73 kg    | Giuseppe Maddaloni (ITA) | Andrei Golban (MDA)     | Ilia Čimčiuri (UKR)      | Rafał Kozielewski (POL)  |
| −81 kg    | Bertalan Hajtós (HUN)    | Mehman Əzizov (AZE)     | Dirk Radszat (GER)       | Irakli Uznadze (TUR)     |
| −90 kg    | Mark Huizinga (NED)      | Marko Spittka (GER)     | Vincenzo Carabetta (FRA) | Dmitrij Morozov (RUS)    |
| −100 kg   | Daniel Gürschner (GER)   | Radu Ivan (ROU)         | Jurij Sťopkin (RUS)      | Ben Sonnemans (NED)      |
| +100 kg   | Tamerlan Tmenov (RUS)    | Rafał Kubacki (POL)     | Selim Tataroğlu (TUR)    | Imre Csősz (HUN)         |

### Ženy
| Kategorie | Zlato                       | Stříbro                     | Bronz                         | Bronz                        |
| --------- | --------------------------- | --------------------------- | ----------------------------- | ---------------------------- |
| −48 kg    | Sarah Nichilo-Rossová (FRA) | Taťjana Kuvšinovová (RUS)   | Yolanda Solerová (ESP)        | Jolanta Wojnarowiczová (POL) |
| −52 kg    | Raffaella Imbrianiová (GER) | Georgina Singletonová (GBR) | Marie-Claire Restouxová (FRA) | Isabelle Schmutzová (SUI)    |
| −57 kg    | Isabel Fernándezová (ESP)   | Deborah Allanová (GBR)      | Deborah Gravenstijnová (NED)  | Magali Batonová (FRA)        |
| −63 kg    | Gella Vandecaveyeová (BEL)  | Sara Álvarezová (ESP)       | Radka Štusáková (CZE)         | Nancy van Stokkumová (NED)   |
| −70 kg    | Ulla Werbroucková (BEL)     | Karin Kienhuisová (NED)     | Kate Howeyová (GBR)           | Ylenia Scapinová (ITA)       |
| −78 kg    | Esther San Miguelová (ESP)  | Céline Lebrunová (FRA)      | Uta Kühnenová (GER)           | Chloe Cowenová (GBR)         |
| +78 kg    | Karina Bryantová (GBR)      | Raquel Barrientosová (ESP)  | Sandra Köppenová (GER)        | Christine Cicotová (FRA)     |